# Laguna el Sonso
La laguna el Sonso, ou laguna del Chircal, est un lac situé en Colombie, dans le département de Valle del Cauca, à 65 km au nord de la ville de Cali.

## Géographie
La laguna el Sonso s'étend sur 14,1 km2 dans les municipalités de Buga, Guacarí et Yotoco, à proximité de la rive droite du río Cauca. Elle constitue un système naturel de régulation de ce dernier.

## Biodiversité
La laguna el Sonso est une réserve naturelle depuis 1987. 

### Faune
Les oiseaux présents sont notamment le kamichi cornu, le balbuzard pêcheur et le héron garde-bœufs. 
Parmi les mammifères, on compte l'opossum commun, le vampire commun et le capybara. 
Les poissons les plus communs sont les bocachicos et les gardons.

### Flore
La flore autour est composée de papaye des montagnes, de graminées et de joncs.